# Cá cờ mặt trăng
Cá cờ mặt trăng (danh pháp hai phần: Velifer hypselopterus) là loài cá biển thuộc họ Veliferidae. Nó ít có tầm quan trọng về thương mại.

## Phân bố
Sinh sống trong khu vực Ấn Độ Dương - Thái Bình Dương: Được tìm thấy từ ngoài khơi miền nam Madagascar, Ấn Độ, Việt Nam và Nhật Bản. Cũng được tìm thấy tại Indonesia, biển Arafura và tây bắc Australia. Độ sâu tới 110 m.

## Đặc điểm
Dài tối đa 40 xentimét (16 in). Vây lưng: tia gai 1-2, tia mềm 33-34. Vây hậu môn: tia gai 1, tia mềm 24-25.

## Hình ảnh

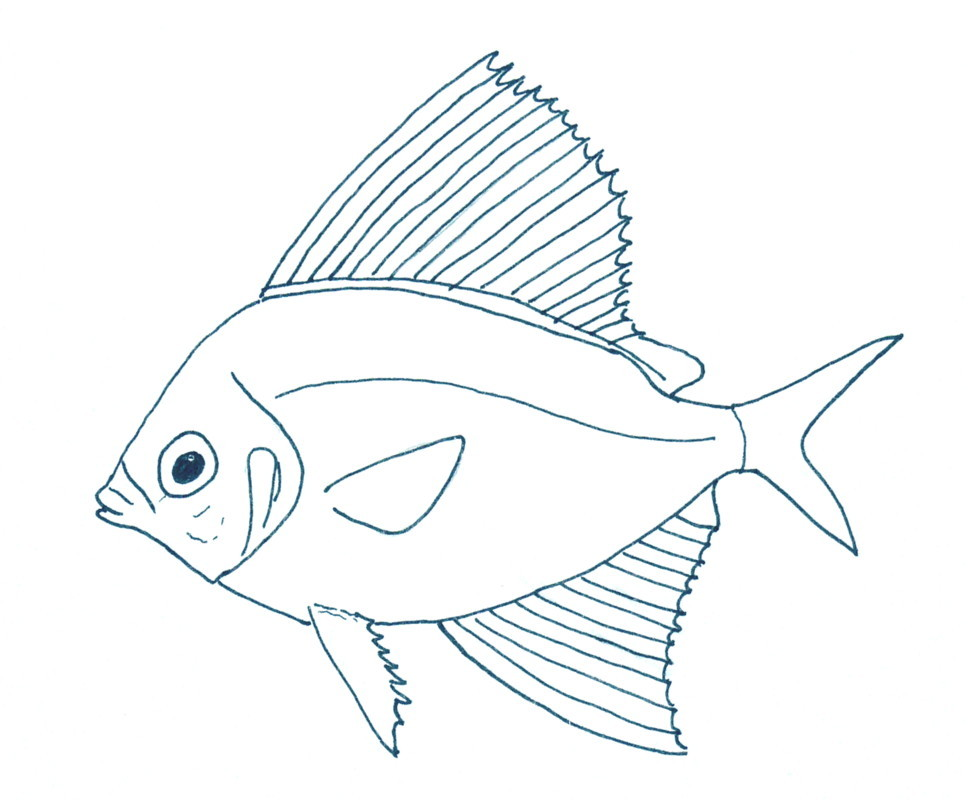
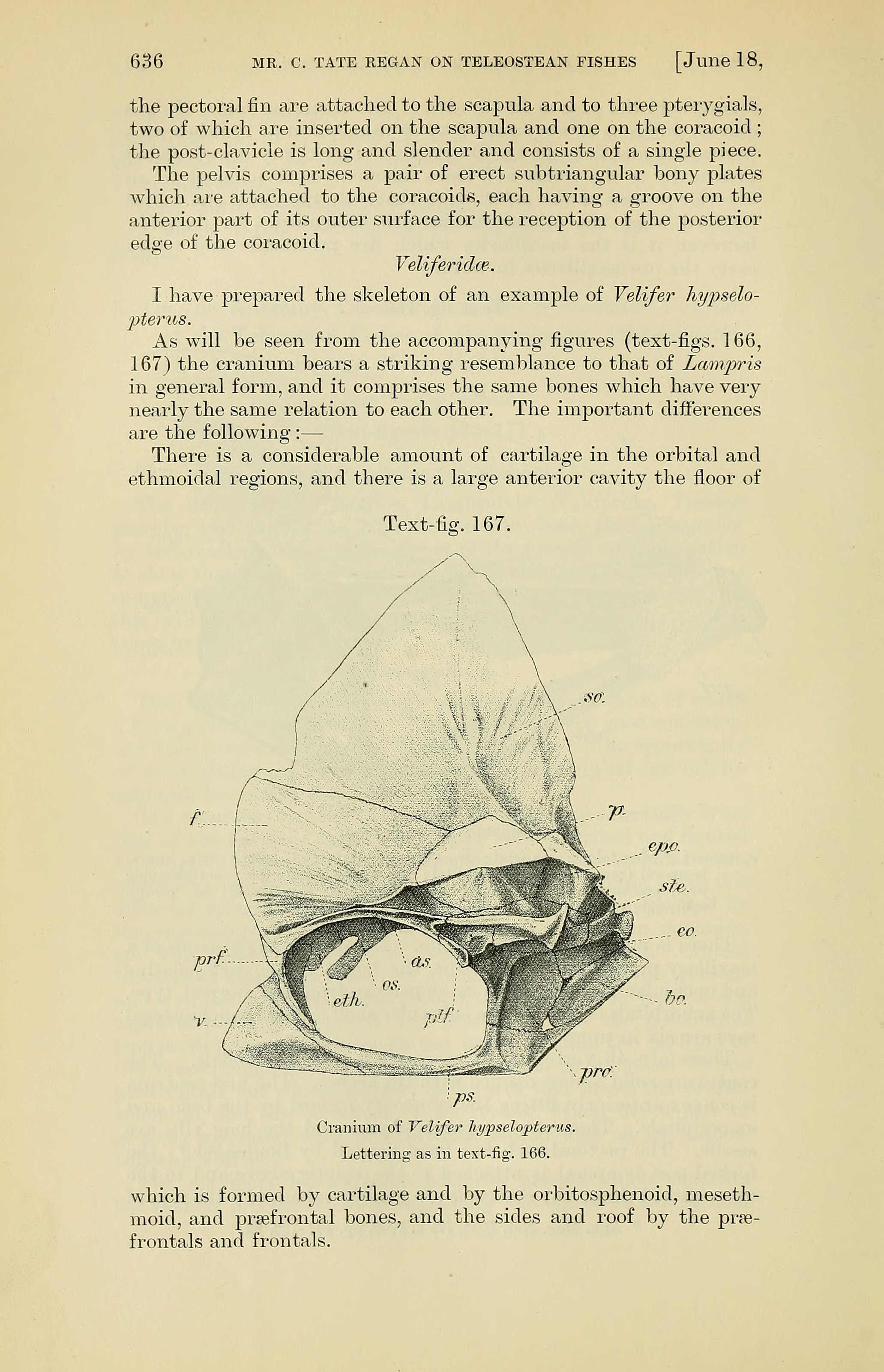
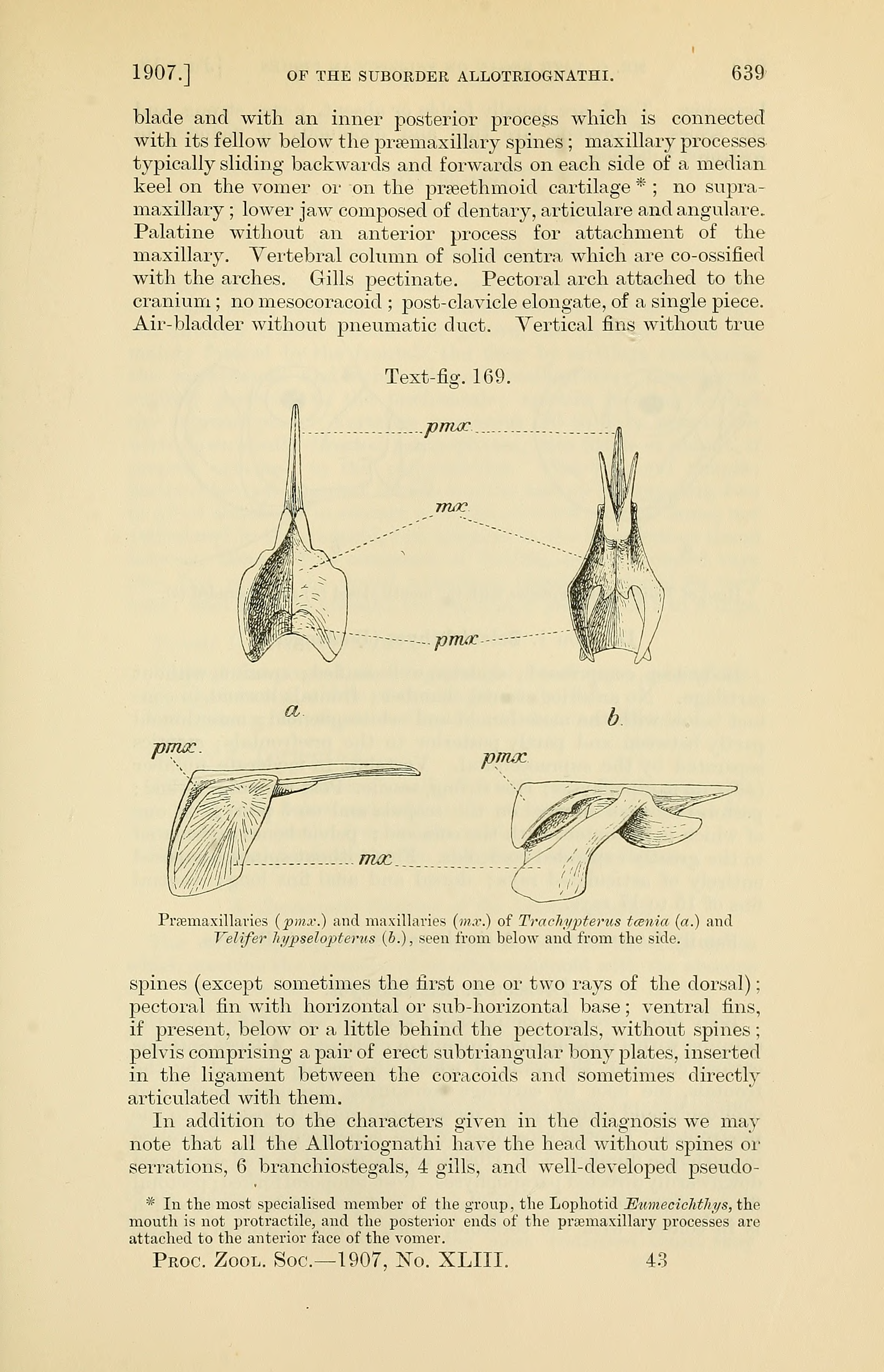
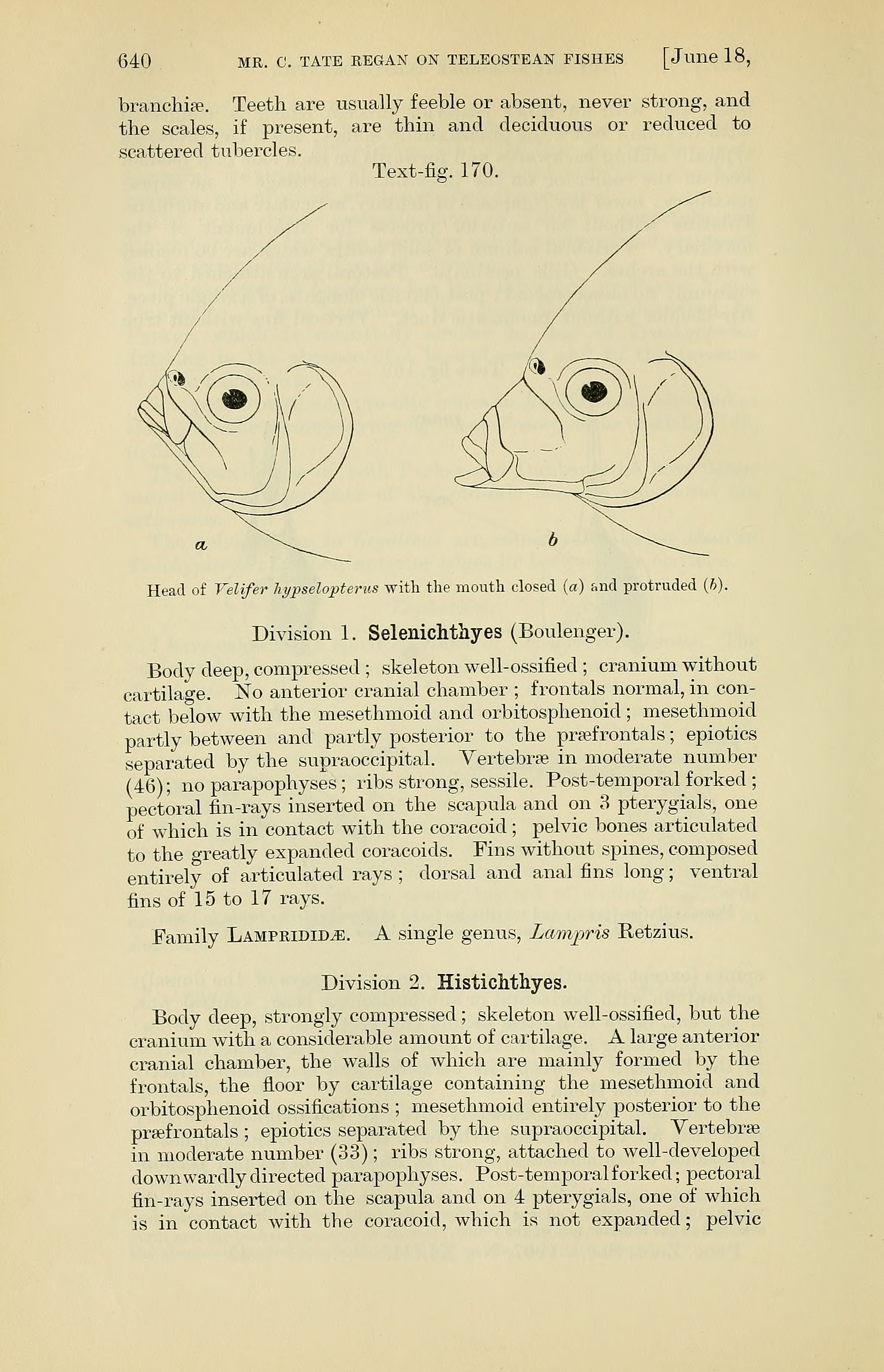